# Hauteville-la-Guichard

Hauteville-la-Guichard este o comună în departamentul Manche, Franța. În 1 ianuarie 2022 avea o populație de 452 de locuitori.